# Pomigliano d'Arco
Pomigliano d'Arco est une ville italienne de la ville métropolitaine de Naples, dans la région de Campanie.

## Administration
| Période                                  | Période  | Identité            | Étiquette            | Qualité |
| ---------------------------------------- | -------- | ------------------- | -------------------- | ------- |
| 18 avril 2005                            | En cours | Antonio Della Ratta | Démocrates de gauche |         |
| Les données manquantes sont à compléter. |          |                     |                      |         |

### Hameaux
Pacciano.

### Communes limitrophes
Acerra, Casalnuovo di Napoli, Castello di Cisterna, Sant'Anastasia, Somma Vesuviana.

## Économie
- Usine Alfa Romeo-Pomigliano d'Arco (Stellantis).

## Personnalités
- Vincenzo Montella (1974-), joueur de l'AS Roma et de l'équipe d'Italie de football, y est né.
- Crescenzo D'Amore (1979-2024), coureur cycliste italien, y est né et mort dans un accident de la route[2].
- Luigi Di Maio (1986-), leader du Mouvement 5 étoiles, y a vécu.

## Jumelages
Blagnac (France).